# Hygrophorus gloriae
Hygrophorus gloriae är en svampart som beskrevs av G. Stev. 1963. Hygrophorus gloriae ingår i släktet Hygrophorus och familjen Hygrophoraceae.   Inga underarter finns listade i Catalogue of Life.